# Bệnh ứ đọng glycogen loại I
Bệnh ứ đọng glycogen loại I (GSD I) hoặc bệnh von Gierke, là trường hợp phổ biến nhất của các bệnh ứ đọng glycogen. Bệnh di truyền này do thiếu men glucose-6-phosphatase, và có tỷ lệ mắc bệnh ở Mỹ khoảng 1 trong 50.000  đến 100.000 lần sinh.
Sự thiếu hụt này làm suy yếu khả năng của gan tạo ra glucose tự do từ glycogen và từ quá trình tân tạo đường. Vì đây là hai cơ chế trao đổi chất chính mà gan cung cấp glucose cho phần còn lại của cơ thể trong khi đói, khi cơ chế bị suy yếu làm cho bệnh nhân bị hạ đường huyết nghiêm trọng và tăng ứ đọng glycogen ở gan và thận. Cả hai cơ quan này vẫn hoạt động bình thường khi còn nhỏ, nhưng dễ bị rối loạn khi bệnh nhân bước vào giai đoạn trưởng thành. Rối loạn chuyển hóa khác bao gồm nhiễm toan lactic và tăng lipid máu. Phương thức điều trị chính là thường xuyên hoặc liên tục ăn bột bắp hoặc carbohydrate khác và điều trị những rối loạn liên quan.
Căn bệnh này được đặt theo tên của bác sĩ người Đức Edgar von Gierke.